# Karl Reuschle
Karl Reuschle, auch Carl Reuschle, (* 14. März 1847 in Stuttgart; † 16. August 1909 in Heiden, Appenzell Ausserrhoden) war ein deutscher Mathematiker.

## Leben
Reuschle, als Sohn des Mathematikers Karl Gustav Reuschle in Stuttgart geboren, besuchte von 1856 bis 1864 das dortige Gymnasium und studierte anschließend bis 1870 am Polytechnikum Stuttgart, danach an der Universität Tübingen Mathematik und Chemie. Nach bestandenem Reallehrerexamen 1871 war er zunächst Repetent und Assistent am Stuttgarter Polytechnikum, 1872 wurde er dort außerordentlicher Professor, daneben arbeitete er als gymnasialer Hilfslehrer. Mit der Arbeit Die Deckelemente, ein Beitrag zur descriptiven Geometrie wurde er 1881 in Tübingen zum Dr. phil. promoviert. Ab 1893 war er ordentlicher Professor an der Technischen Hochschule Stuttgart.